# Septuplete (fútbol)
Septuplete, en términos deportivos, se refiere a la consecución de siete títulos de manera consecutiva por parte de un equipo en la misma temporada.
Con el paso de los años y la adición de nuevas competiciones a nivel internacional —disputadas por falta de fechas en el calendario de la temporada durante el curso siguiente—, y cuya participación queda fijada en función de los resultados obtenidos la temporada anterior, ha extendido la acepción del término también al año natural por estar condicionadas.

## Fútbol
En términos futbolísticos se refiere al hecho de ganar siete competiciones oficiales de manera consecutiva, al igual que otras acepciones del término como quintuplete o triplete por citar algunas. En el siglo XX es en muy pocos países el número máximo de competiciones que se pueden lograr sumando tanto los títulos nacionales, como los internacionales.
El logro puede ser referido bien por los logros en la misma temporada o bien en un año natural, siempre que sean correlativas en el tiempo.
Actualmente, los únicos equipos que pueden conseguir este logro son los equipos de la Premier League al tener por temporada la Premier League, la FA Cup, la Copa de la Liga (Inglaterra) (Carabao Cup), la Liga de Campeones de la UEFA, el Community Shield, la Supercopa de la UEFA y la Copa Mundial de Clubes de la FIFA.

### Europa
Hasta el final de la temporada 2019-20, solo un equipo conocido logró obtener un septuplete en Europa, el Linfield Football Club de Irlanda del Norte, consiguiéndolo además en dos ocasiones, si bien algunos de los títulos fueron de carácter regional.
El equipo norirlandés los logró en las temporadas 1921-22 y 1961-62, registro aún no igualado, cuando consiguió vencer la Liga de Irlanda del Norte, la Copa de Irlanda del Norte, la Alhambra Cup, la Gold Cup, la City Cup (de carácter nacional), y la County Antrim Shield y la Belfast Charity Cup (de carácter regional), convirtiéndose en el primer equipo en lograr en la misma campaña siete títulos. Posteriormente lo volvió a conseguir al conquistar la Liga de Irlanda del Norte, la Copa de Irlanda del Norte, la Copa Ulster, la Gold Cup, la City Cupy, y la County Antrim Shield y la North-South Cup (siendo estas dos últimas de carácter regional). Debido a la cantidad de campeonatos que se disputaban en el país, y su éxito en ellos, es posiblemente el club más laureado del mundo con más de 250 títulos contabilizados. Sí posee el récord del mundo junto con el Rangers Football Club escocés de ser el equipo que más campeonatos de liga de máxima categoría de un mismo país obtuvo con un total de 54 a fecha de 2020.
Debido a la desaparición de muchos de los torneos que se disputaban antiguamente, en especial los de carácter regional, ha imposibilitado en medida que la hazaña pueda ser repetida —o mejorada a tenor de la importancia de los títulos vigentes—. Pese a ello los clubes ingleses, por citar un ejemplo, son de los pocos que pueden conseguirlo al disputar siete competiciones por temporada en función de sus resultados. Así, por citar algún ejemplo, el Manchester City Football Club podría lograrlo al disputar sus correspondientes competiciones nacionales de liga, copa, copa de la liga y supercopa (cuatro, estando la última supeditada a las dos primeras), y las internacionales de Liga de Campeones, Supercopa de Europa y Mundial de Clubes (tres, estando las dos últimas supeditadas a sus resultados en la máxima competición continental).
El Sport Lisboa e Benfica en 2013-14 logró el cuadruplete de títulos nacionales pero cayó en fase de grupos de la Liga de Campeones. No obstante, llegó a la final de la Liga Europa de la UEFA aunque, de haberla ganado, como esta competición no da acceso a la Copa Mundial de Clubes de la FIFA solamente podría haber optado al sextuplete. 
El Paris Saint-Germain Football Club en 2014-15, 2015-16, 2017-18 y 2019-20 logró el cuadruplete de títulos nacionales pero quedó lejos de haber ganado la Liga de Campeones de la UEFA (perdiendo la final de 2020 como mejor resultado), lo que le habría abierto la puerta a optar al septuplete. El Manchester City Football Club también logró el cuadruplete nacional en 2018-19 pero cayó en cuartos de final de la Liga de Campeones de la UEFA.

### Registro
Nota: Triplete se refiere al éxito de las consideradas tres máximas competiciones: Liga, Copa y Copa continental. No incluidos registros superiores.
| Equipo         | Año     | Títulos           | Títulos           | Títulos      | Títulos     | Títulos     | Títulos              | Títulos             |
| Equipo         | Año     | Liga Nacional     | Copa Nacional     | Otras Copas  | Otras Copas | Otras Copas | Copas regionales     | Copas regionales    |
| -------------- | ------- | ----------------- | ----------------- | ------------ | ----------- | ----------- | -------------------- | ------------------- |
| Linfield F. C. | 1921-22 | Liga Norirlandesa | Copa Norirlandesa | Alhambra Cup | Gold Cup    | City Cup    | County Antrim Shield | Belfast Charity Cup |
| Linfield F. C. | 1961-62 | Liga Norirlandesa | Copa Norirlandesa | Copa Ulster  | Gold Cup    | City Cup    | County Antrim Shield | North-South Cup     |